# Charcé-Saint-Ellier-sur-Aubance
Charcé-Saint-Ellier-sur-Aubanceist eine Commune déléguée in der französischen Gemeinde Brissac Loire Aubance mit 731 Einwohnern (Stand: 1. Januar 2022) im Département Maine-et-Loire in der Region Pays de la Loire. Die Einwohner werden Charcéens genannt.

## Geographie
Charcé-Saint-Ellier-sur-Aubance liegt etwa 16 Kilometer südöstlich von Angers im Weinbaugebiet Anjou. Durch das Gebiet der ehemaligen Gemeinde fließt der Aubance. Umgeben wurde die Gemeinde Charcé-Saint-Ellier-sur-Aubance von den Nachbargemeinden Saint-Saturnin-sur-Loire im Norden und Nordwesten, Blaison-Saint-Sulpice im Norden und Osten, Chemellier im Osten, Les Alleuds im Süden sowie Brissac-Quincé im Westen und Südwesten.

## Geschichte
1973 wurden die Gemeinden Charcé und Saint-Ellier zur Gemeinde Charcé-Saint-Ellier-sur-Aubance zusammengelegt. Diese Gemeinde wurde am 15. Dezember 2016 mit neun weiteren Gemeinden, namentlich Les Alleuds, Brissac-Quincé, Chemellier, Coutures, Luigné, Saint-Rémy-la-Varenne, Saint-Saturnin-sur-Loire, Saulgé-l’Hôpital und Vauchrétien zur neuen Gemeinde Brissac Loire Aubance zusammengeschlossen. Sie gehörte zum Arrondissement Angers und zum Kanton Les Ponts-de-Cé.

## Bevölkerungsentwicklung
| Jahr                       | 1962 | 1968 | 1975 | 1982 | 1990 | 1999 | 2006 | 2013 |
| Einwohner                  | 487  | 435  | 449  | 487  | 574  | 628  | 695  | 769  |
| Quellen: Cassini und INSEE |      |      |      |      |      |      |      |      |

## Sehenswürdigkeiten
- Dolmen, Pierre couverte, Menhire und Steinkreis (Cromlech) von Charcé, Monument historique seit 1889
- Kirche Saint-Pierre in Charcé, seit 2001 Monument historique
- Windmühle Patouillet, seit 1977 Monument historique
- Haus La Bluttière, Monument historique seit 2006

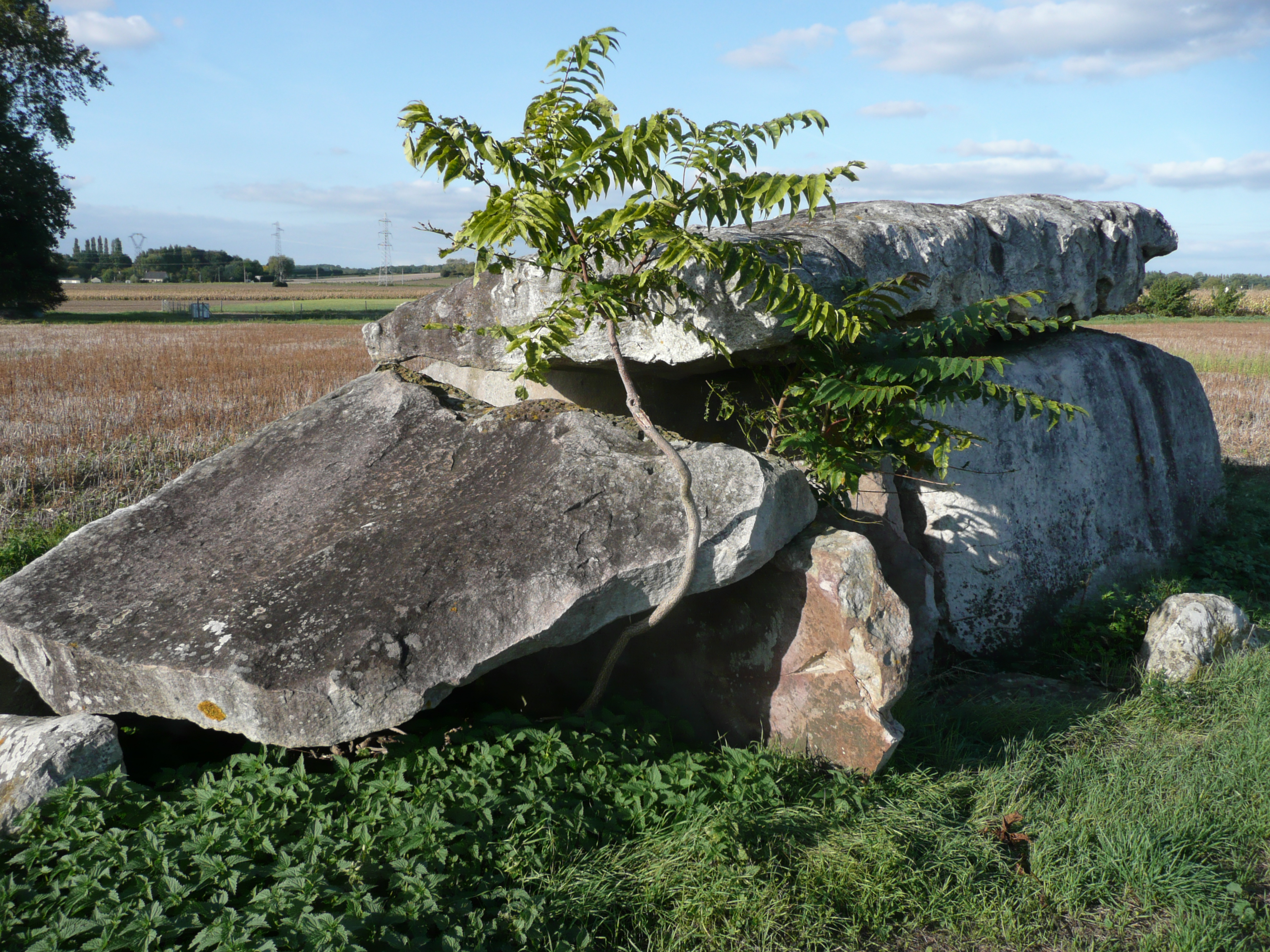
Dolmen Pierre couverte (Beaupreau)
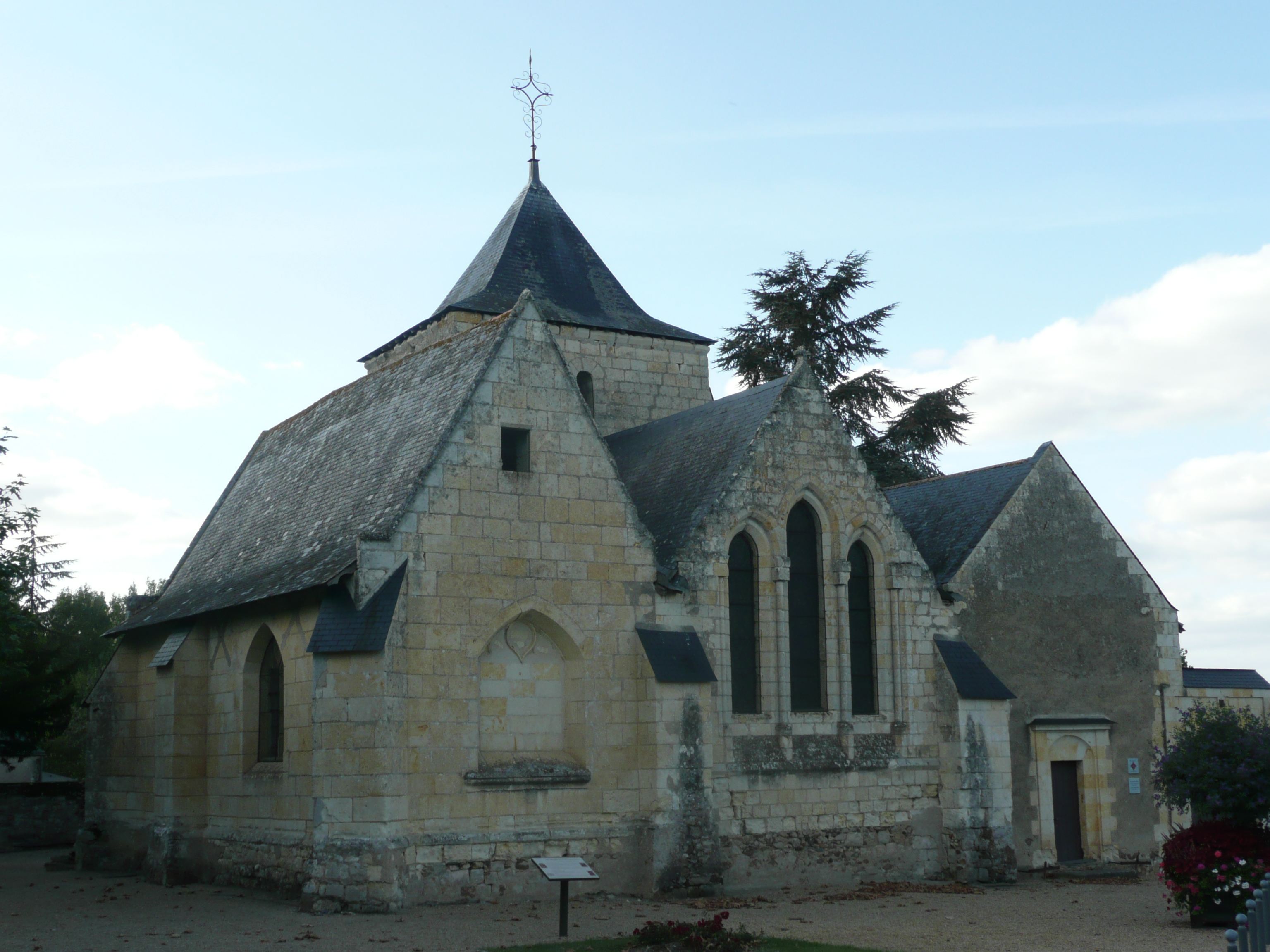
Kirche Saint-Pierre
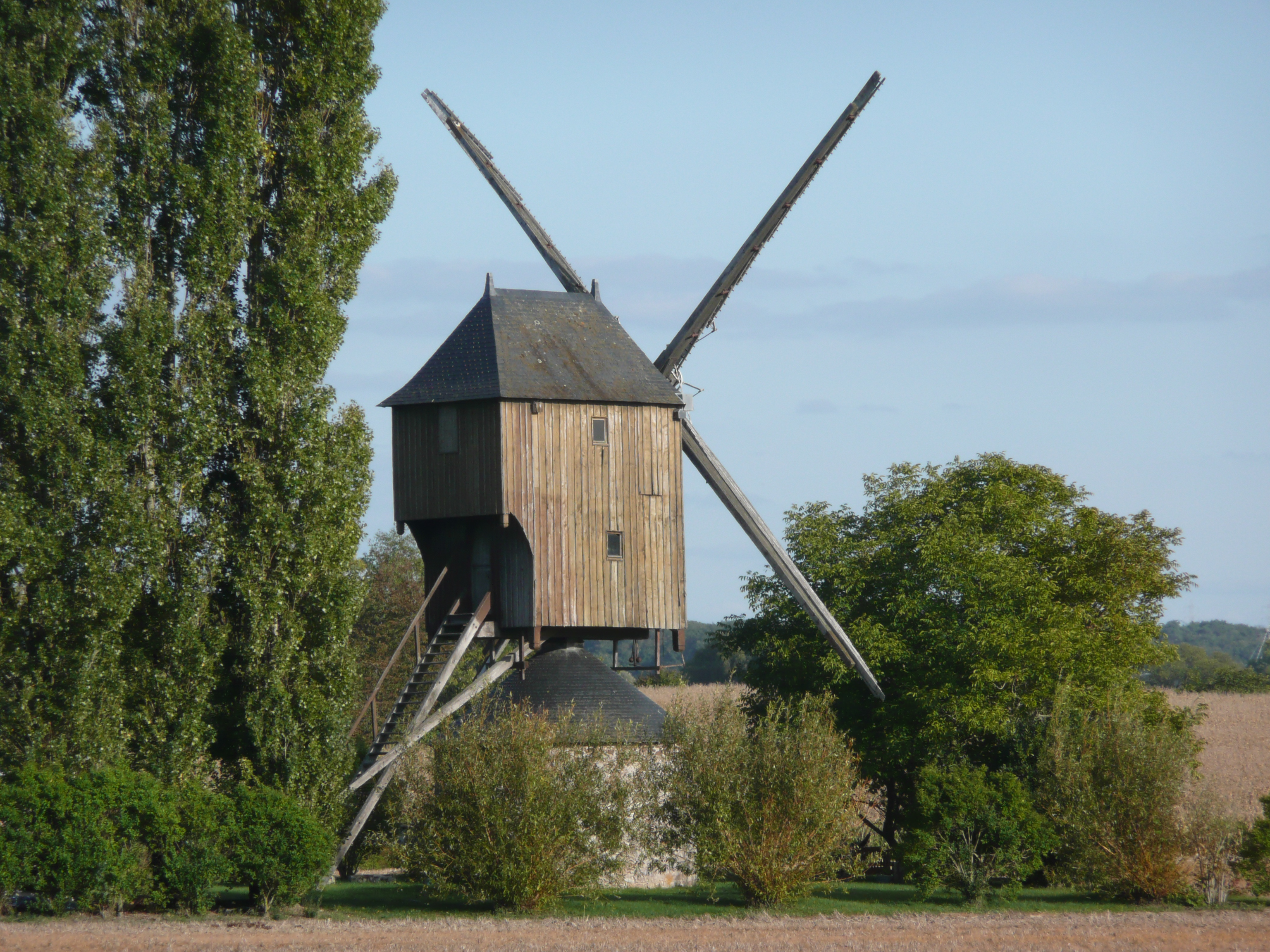
Windmühle Patouillet
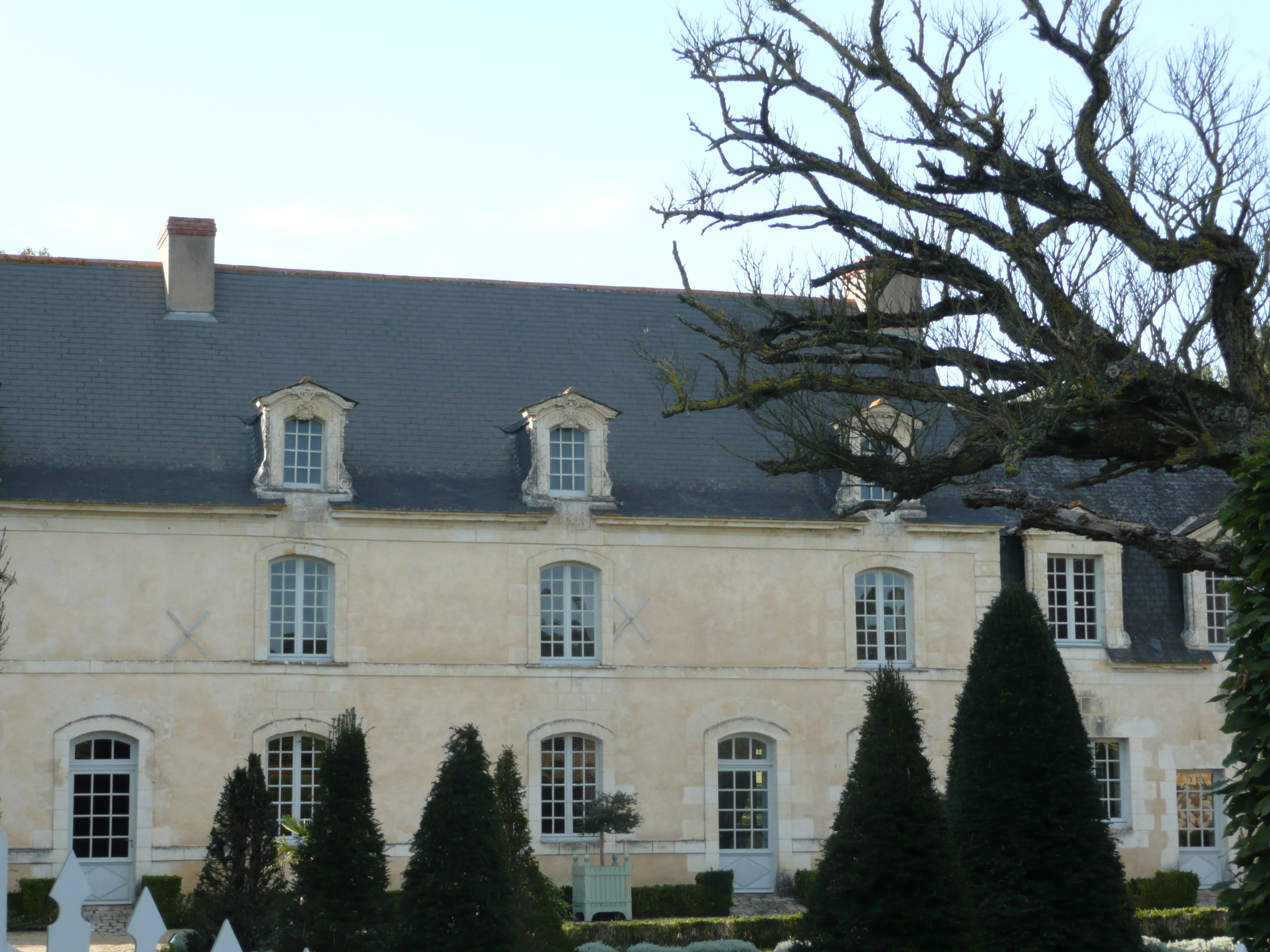
Haus La Bluttière